# هبدن، یورک‌شر شمالی
هبدن (به انگلیسی: Hebden) یک روستا و محله مدنی در بریتانیا است که در کریون واقع شده‌است. هبدن ۲۴۶ نفر جمعیت دارد.